# Schouten Island
Schouten Island är en ö i Australien. Den ligger i delstaten Tasmanien, i den sydöstra delen av landet, omkring 100 kilometer nordost om delstatshuvudstaden Hobart. Arean är 28,8 kvadratkilometer. Den sträcker sig 5,8 kilometer i nord-sydlig riktning, och 9,1 kilometer i öst-västlig riktning.
Genomsnittlig årsnederbörd är 635 millimeter. Den regnigaste månaden är november, med i genomsnitt 107 mm nederbörd, och den torraste är augusti, med 32 mm nederbörd.